# Bunny Bleu

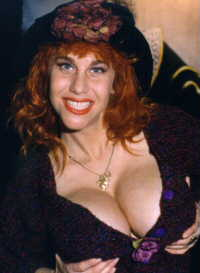
Bunny Bleu

Bunny Bleu (* 1. Juni 1964 als Kimberly Sue Warner) ist eine ehemalige US-amerikanische Pornodarstellerin, die auch unter den Namen Kristy Bryant, Kimberly Warner, Bunnie Bleu, Bunny Blue, Bunnie Blue, Kim Morgan, Kim Warner, Kirsti Warrner oder Ruby Smart bekannt ist.

## Karriere
Bunny Bleu begann ihre Karriere 1983, nachdem sie von dem amerikanischen Regisseur William Margold entdeckt worden war, und soll zunächst als „Fluffer“ gearbeitet haben.
Später trat sie regelmäßig mit zu dieser Zeit populären Darstellerinnen und Darstellern auf, wie zum Beispiel Traci Lords, Christy Canyon und Peter North, der ihr bevorzugter und häufigster männlicher Filmpartner war. Für mehr als ein Jahrzehnt war sie für ihr jugendliches Aussehen so bekannt, dass sie oft Rollen junger Frauen spielte. Ihre Haare waren zu dieser Zeit meist blond gefärbt. Bekannt war sie für ihre leidenschaftliche Darstellung von Geschlechtsverkehr sowie für ihre Probleme, Texte auswendig zu lernen.
Nach einer Rolle in einem der ersten bisexuellen-Pornofilme von Catalina Video hatte sie Schwierigkeiten, neue Rollen zu bekommen, da zahlreiche Darsteller aus Furcht vor AIDS nicht mit ihr arbeiten wollten.
Zwischen 1983 und 1989 spielte sie in über 150 Pornofilmen mit, Nachdem sie 1989 eine dreijährige Pause eingelegt hatte, kehrte sie 1992 nach einer Brustvergrößerung mit ihrer natürlichen kastanienbraunen Haarfarbe zurück. Im Jahr 1997 wurde sie in die AVN Hall of Fame aufgenommen. 1998 trat sie in einem Dokumentarfilm über das Leben von John Holmes mit dem Titel WADD – The Life & Times of John C. Holmes auf. Sie beendete ihre Karriere als Pornodarstellerin nach 575 Filmen im Jahr 2004.

## Filmografie (Auswahl)
- Age of Consent (1985)
- Daddy’s Girls (1985)
- Savage Fury 1 (1985)
- Sex Star Competition (1985)
- Star Is Porn (1985)
- 69 Minutes Evening News 1 (1986)
- Cat Alley (1986)
- Cheerleader Academy (1986)
- Deeper Harder Faster (1986)
- Like a Virgin 2 (1986)
- Lusty Layout (1986)
- Postman Always Comes Twice (1986)
- Sins of the Wealthy 1 (1986)
- Honeymooners (1987)
- Oral Mania 2 (1987)
- Diamond Collection Double X 15  (1988)
- Big Boob Boat Ride 1 (1993)
- Loads of Fun 4 (1993)
- Chug-a-lug Girls 5 (1994)
- No Man’s Land (Pornofilm) 9 (1994)
- Visions Of Desire (II) (1994)
- Kept Women (1995)
- Obsessions In Lace (1995)
- Overtime 29: North Pole (1995)
- Secret of Her Suckcess (1995)
- Pocahotass 2 (1996)

- WADD – The Life & Times of John C. Holmes (1998)

## Auszeichnungen
- AVN Hall of Fame